# Grandparigny
Grandparigny – gmina we Francji, w regionie Normandia, w departamencie Manche. W 2013 roku liczba ludności wynosiła 2740 mieszkańców.
Gmina została utworzona 1 stycznia 2016 roku z połączenia czterech ówczesnych gmin: Chèvreville, Martigny, Milly oraz Parigny. Siedzibą gminy została miejscowość Parigny.